# Anurida denisi
Anurida denisi är en urinsektsart som beskrevs av Bagnall 1939. Anurida denisi ingår i släktet Anurida, och familjen Neanuridae. Arten är reproducerande i Sverige.